# Chrysometa tungurahua
Chrysometa tungurahua là một loài nhện trong họ Tetragnathidae.
Loài này thuộc chi Chrysometa. Chrysometa tungurahua được Herbert W. Levi miêu tả năm 1986.